# Jean-Baptiste Louis François Boulanger Duhamel
Jean-Baptiste Louis François Boulanger Duhamel oder Du Hamel (* 6. Februar 1732 in Amiens, Frankreich; † nach 1789) war ein französischer Kavallerie- und Dragoneroffizier im Rang eines Hauptmanns (capitaine). Bekannt wurde er durch seine mit unkonventionellen Strategien durchgeführten Jagden auf die sogenannte Bestie des Gévaudan, wozu die größte bekannte Treibjagd der Geschichte gehörte.

## Familie und militärische Laufbahn

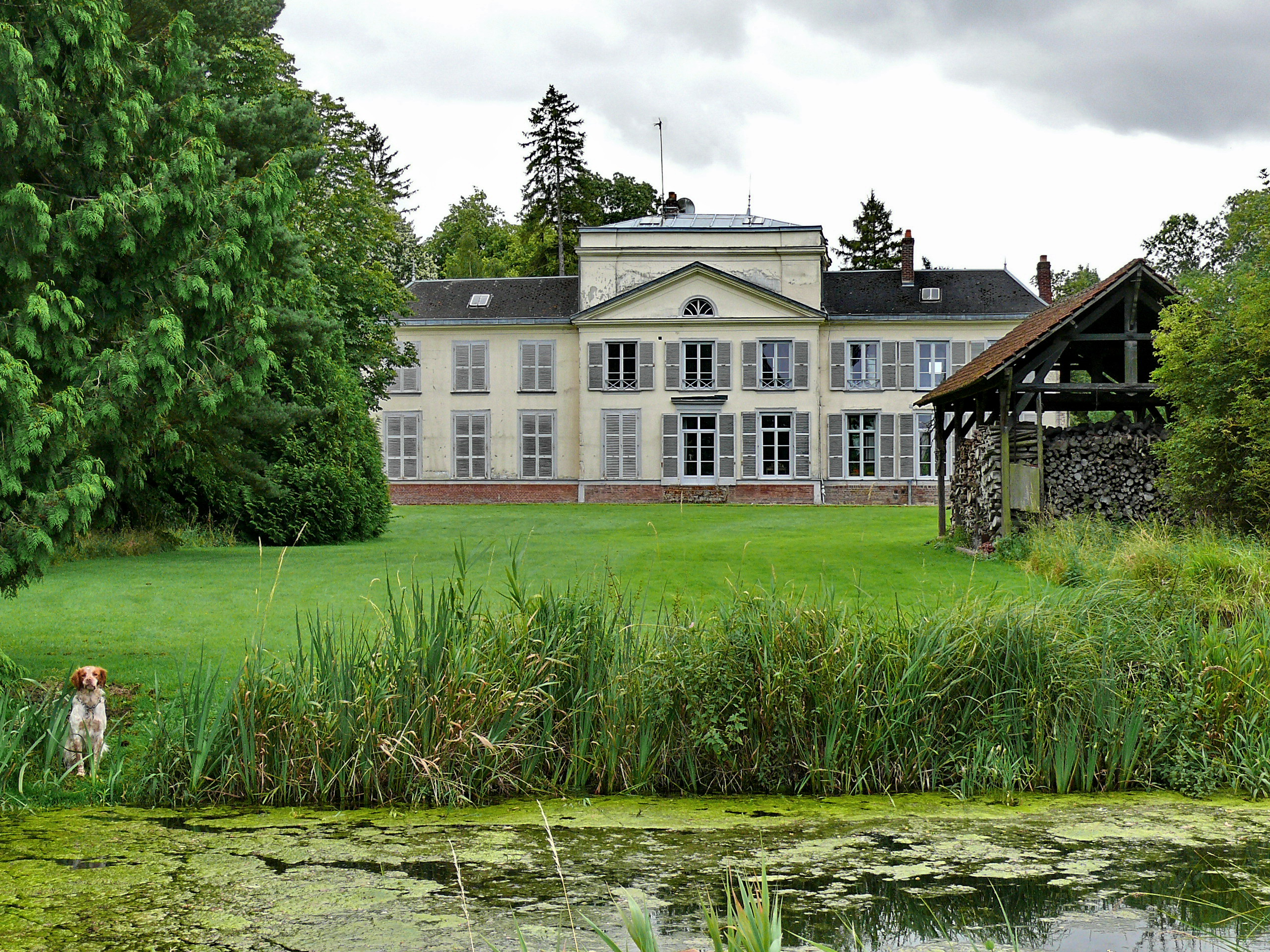
Schloss Luzières (commune de Conty)

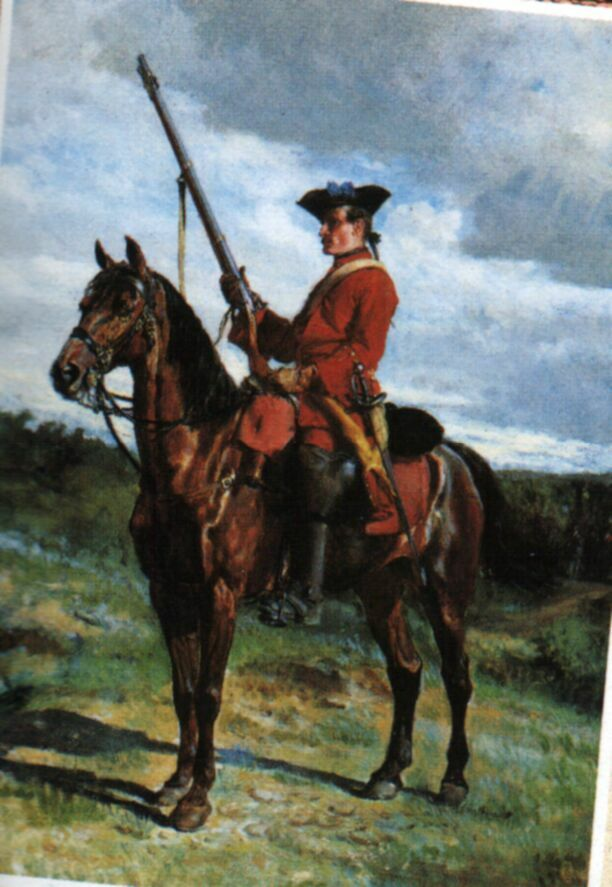
Ein Dragoner zur Zeit von Ludwig XV. (Ölgemälde von Jean-Louis-Ernest Meissonier, 1863)

Duhamel wurde als jüngerer Sohn von Jean Baptiste Nicolas Boulanger Duhamel, Seigneur de Luzières, Saint-Vrain, Obrillé etc., und Dame Marie Angélique Filleux geboren; sein älterer Bruder Jean Baptiste Nicolas, geboren am 13. Juli 1723 in Amiens, schlug ebenfalls eine Militärkarriere ein. Jean Baptiste Nicolas übernahm nach dem Tod des Vaters 1745 das väterliche Schloss Luzières in Conty. Duhamel war am 25. Juli 1746 Trauzeuge seines älteren Bruders. Er begann seine militärische Laufbahn, wie damals in adeligen Kreisen üblich, sehr früh in seinem Leben: Am 11. Februar 1747 trat er, soeben 15 Jahre alt geworden, als lieutenant dem Cambis-Infanterieregiment bei (régiment de Cambis, benannt nach Jacques David duc de Cambis d’Orsans).
Ab dem 1. Oktober 1756 gehörte Duhamel dem Royal-Roussillon-Kavallerieregiment an. Am 16. Juli 1757 wurde er im Siebenjährigen Krieg (1756 bis 1763) bei der Überquerung der Weser verwundet (siehe Schlacht bei Hastenbeck). Am 6. Mai 1758 wurde er Adjutant (aide-major) im Korps des Regiments „ausländischer Freiwilliger“ (volontaires étrangers; ausländisch bezog sich auf die aus Flandern und deutschsprachigen Regionen stammenden Rekruten); am 15. Dezember 1758 wurde er Hauptmann (capitaine). In der Nacht vom 6. auf den 7. September 1760 wurde ihm bei dem Überfall auf Zierenberg (Céremberg) das Pferd unter dem Leib erschossen und er selbst erlitt fünf bis sechs Blessuren.
Nach dem Krieg war Duhamel im südfranzösischen Langogne stationiert – in jener Region, in der ab 1764 die Bestie des Gévaudan Menschen attackierte. Am 9. Dezember 1771 wurde er als Chevalier de Saint-Louis ausgezeichnet. Nach seinen 1765 beendeten Jagden auf die Bestie lebte Duhamel noch mindestens 25 Jahre weiterhin im Gévaudan. Seine militärische Karriere als Kavallerie- und Dragoneroffizier beendete er 1788 in Colmar, im August des gleichen Jahres war er zur Kur in Baden-Baden. Er erhielt eine hohe jährliche Pension von 1400 Livres; seine Sterbedaten sind unbekannt.

## Duhamels Jagden auf die „Bestie“

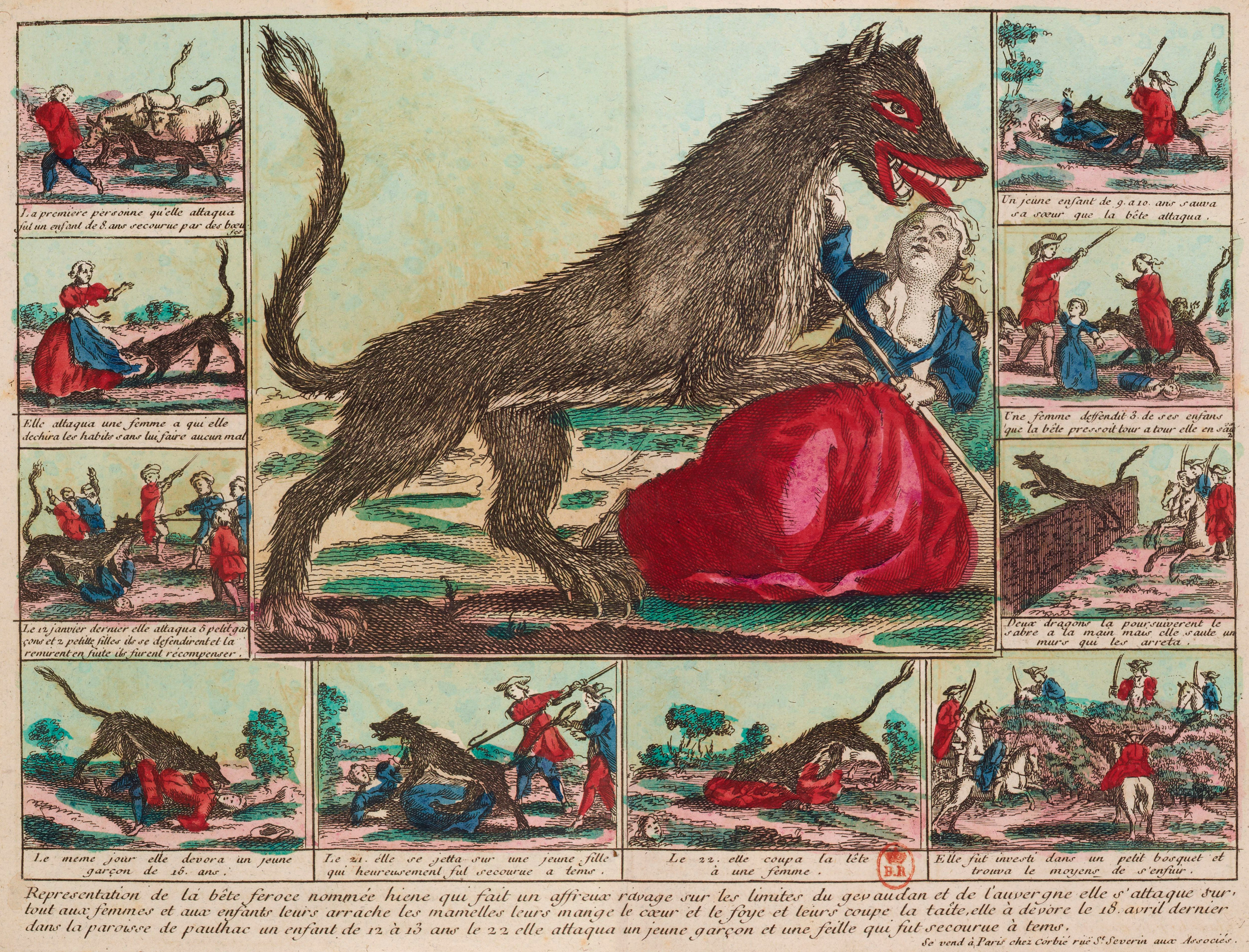
Die kleine Grafik in der rechten unteren Ecke und diejenige darüber beziehen sich auf die Ereignisse bei La Baume, ohne diese authentisch wiederzugeben. So wurde die Mauer mitten im Gelände, die laut Bildunterschrift die verfolgenden Dragoner stoppt und der Bestie die Flucht ermöglicht, offenbar hinzugedichtet.

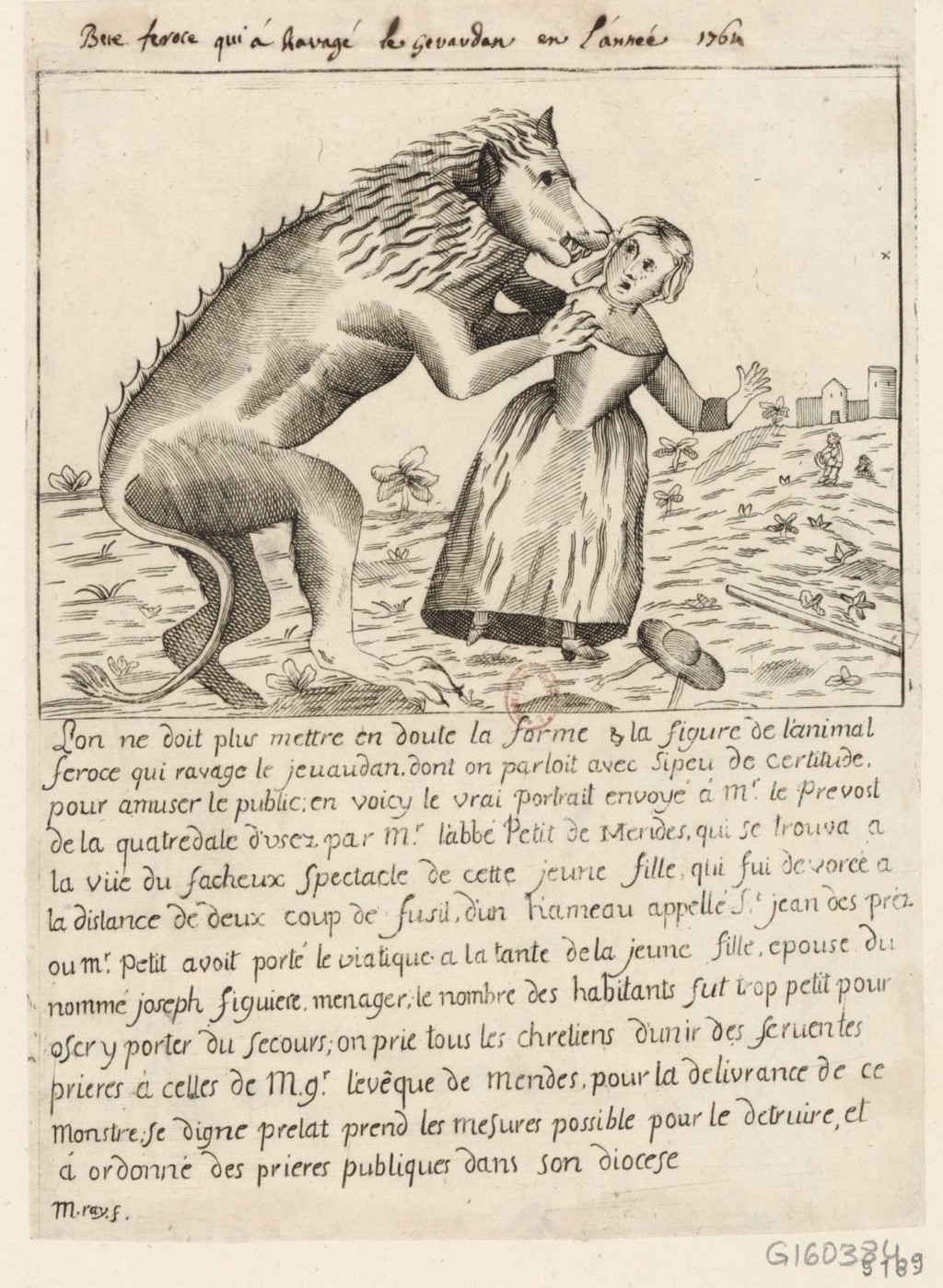
Diese zeitgenössische Abbildung zeigt wahrscheinlich den Angriff auf Marianne Hébrad am 6. August 1764 bei Mende. Duhamel bezeichnete das Tier als „Monster, dessen Vater ein Löwe ist“.

Ab dem Frühjahr oder Sommer 1764 ereigneten sich in der damaligen südfranzösischen Provinz Gévaudan und in angrenzenden Gebieten tödliche Raubtierangriffe auf Bewohner dieser dünn besiedelten, zerklüfteten Bergregion. Nachdem nahe Langogne, einer Gemeinde im Osten des Gévaudan, sechs Todesfälle registriert worden waren (vor denen es offenbar bereits einige behördlich nicht registrierte Angriffe gegeben hatte) und erste Treibjagden durchgeführt worden waren, jagte Duhamel das Tier auf Befehl des stellvertretenden Gouverneurs, Jean-Baptiste Marin de Moncan, mit 57 am 15. September 1764 nach Langogne entsandten, teils berittenen, teils zu Fuß marschierenden Dragonern.
Da die Jagden erfolglos blieben, variierte Duhamel seine Jagdstrategie. So beließ er Leichen von Angriffsopfern (beziehungsweise deren Überreste) in der Hoffnung, die Bestie werde zurückkehren, einige Tage am jeweiligen Angriffsort; die Leiche der am 25. November 1764 getöteten Witwe Catherine Valy, die bereits zur Bestattung vom Angriffsort geborgen worden war, ließ er dorthin zurückbringen. Dann legte er sich jeweils mit einigen seiner Männer in Schussweite auf die Lauer. Die Bestie zeigte sich nicht; nahe dem Angriffsort auf die Witwe Valy entdeckte man jedoch ihre frischen Spuren im Schnee. Als sich herumsprach, dass Duhamel Leichname als Köder einsetzte, ließen einige Familien von der Bestie getötete Angehörige heimlich bestatten, ohne (wie vorgeschrieben) die zuständige Behörde zu informieren.
Am 23. Dezember 1764 ließ Duhamel nahe dem Schloss La Baume, in dessen Umgebung eine Frau von der Bestie getötet worden war, eine Treibjagd durchführen. Duhamel hatte während der Jagd in einem Gehölz Position bezogen; er entdeckte die Bestie wenige Schritte vor sich und legte seine mit drei Bleikugeln geladene Muskete auf das Tier an. In diesem Moment tauchten hinter Duhamel mehrere seiner berittenen Dragoner auf, die das Tier ebenfalls sahen, Duhamels einmalige Chance jedoch nicht erkannten und sich schussbereit machten. Die Bestie wurde auf die Soldaten aufmerksam, entkam in dem entstandenen Wirrwarr und floh in ein nahegelegenes Sumpfgebiet.
Da unter den erwachsenen Opfern der Bestie nur Frauen waren, ließ Duhamel in Dörfern Hauben und Röcke beschaffen. Er schickte ab dem 10. Januar 1765 jeweils zwei als Frauen verkleidete Dragoner gemeinsam mit Kindern für zwölf Tage im Umfeld von acht Dörfern auf Weideflächen. Am selben Tag, an dem Duhamel die Aktion erfolglos beendet hatte, griff die Bestie bei einem dieser Dörfer ein Kind an.
Nachdem alle Versuche, die Bestie zu töten, fehlgeschlagen waren und Ende Januar 1765 bereits 27 tote Angriffsopfer verzeichnet wurden, plante Duhamel für den 7. Februar eine „Generaljagd“ (chasse générale) von beispiellosem Ausmaß. In die Planung bezog er die Provinzverwaltung und viele lokale Honoratioren ein. Am Morgen dieses Tages begannen rund 20.000 Mann aus etwa 100 Gemeinden, bewaffnet mit Musketen, Säbeln, Spitzhacken und Heugabeln, die Region im Rahmen der sorgfältig koordinierten Treibjagd zu durchkämmen. Gemäß Duhamels Planung sollte die den voranschreitenden Treibern und Jägern ausweichende Bestie westlich von Malzieu eingekreist werden. Am späten Morgen des 7. Februar wurde die Bestie tatsächlich bei Malzieu nahe der Truyère aufgespürt und durchschwamm den Fluss. Der Vikar von Prunières und einige seiner Gemeindemitglieder stürzten sich in das eiskalte Wasser und folgten halb watend, halb schwimmend dem Tier. Die Bestie erreichte das gegenüberliegende Ufer ein gutes Stück vor ihren Verfolgern und hätte dort von Einwohnern Malzieus, die entlang des Ufers patrouillieren sollten, abgefangen werden können. Doch in Malzieu hatte man beschlossen, von Duhamel keine Befehle entgegenzunehmen, und blieb zu Hause: Die Bestie entkam erneut. Weitere Jagden im Februar und März blieben ebenfalls erfolglos beziehungsweise mussten wegen widriger Wetterbedingungen abgebrochen werden. Anfang April 1765 erhielt Duhamel von Minister Étienne-François de Choiseul den Befehl, sich von den Jagden zurückzuziehen; fortgeführt wurden sie auf Anweisung des Hofs in Versailles von dem (ebenfalls erfolglosen) Wolfsjäger Jean d’Enneval und dessen Sohn.
Duhamels Jagden schlugen einerseits wegen folgenschwerer Missgeschicke und wegen des unkooperativen Verhaltens mancher Bewohner der Region fehl, andererseits zeigte das verfolgte Tier ein außergewöhnliches Gespür für die Bedrohung durch Jäger. Es unternahm immer wieder großräumige Wechsel seiner Angriffsgebiete und begann Anfang 1765, offenbar als Reaktion auf die Jagden, die zuvor ignorierte Altersgruppe der Kinder unter zehn Jahren, die es schnell überwältigen und verschleppen konnte, in sein Beutespektrum einzubeziehen. Mehrere Jäger behaupteten später, die Bestie erlegt zu haben; berühmt wurden vor allem die angeblichen Jagderfolge von François Antoine, Waffenträger von Ludwig XV., sowie von Jean Chastel. Es gibt allerdings Anzeichen dafür, dass diese und andere Jäger lediglich unbeteiligte Wölfe erlegt hatten, die ihnen zufällig vor die Muskete gelaufen waren. Die Artzugehörigkeit der Bestie ist trotz der enormen Vielfalt an historischen Quellen aus den 1760er Jahren, wozu auch die umfangreiche, auf Duhamel zurückgehende Korrespondenz gehört, umstritten. Kein Streitpunkt unter wissenschaftlichen Autoren ist dagegen, dass die in manchen populären Sachbüchern und Fernsehdokumentationen präsentierten (letztlich auf Belletristik basierenden) Darstellungen, wonach ein Mensch die Angriffe geplant und gelenkt haben soll, mit der überlieferten Historie unvereinbar sind.